# Mimomyia perplexens
Mimomyia perplexens är en tvåvingeart som först beskrevs av Edwards 1932.  Mimomyia perplexens ingår i släktet Mimomyia och familjen stickmyggor. Inga underarter finns listade i Catalogue of Life.